# Reis de Esparta
Os reis da cidade-Estado de Esparta governavam através de um sistema conhecido como diarquia, onde dois reis de família diferentes governavam com iguais poderes.
A origem desta singularidade monárquica não está perfeitamente esclarecida pelos historiadores que aventaram a hipótese de que a instituição foi um compromisso entre duas famílias poderosas no período de criação do estado espartano no período arcaico (séculos VIII - VI a.C.). Na mitologia grega, o último Rei de Esparta foi Tisâmeno, filho de Orestes.
Os diarcas vinham das famílias dos Ágidas e dos Euripôntidas, sendo o direito de ser rei hereditário para o primeiro filho nascido após a ascensão do pai a realeza; caso o herdeiro fosse menor assumia a regência um parente próximo até a maioridade do herdeiro.
Os dois reis tinham poderes absolutamente iguais nas atribuições religiosas, políticas, administrativas e judiciárias.
Na época clássica seus poderes foram limitados a religião, a julgar determinadas causas privadas em que intervém o direito religioso da família. No período de guerra eram os comandantes supremos do exército e do sacerdócio; enquanto um rei protegia Esparta, o outro ia para o combate. Esse poder de comando era essencialmente militar, estando sujeito ao comando e fiscalização pelos éforos de sua conduta.
Os diarcas geralmente presidiam a Gerúsia, o senado espartano formado por cidadão maiores de sessenta anos, embora seu poder fosse o mesmo dos outros gerontes.
A monarquia foi seriamente limitada em seus poderes pelo surgimento do Eforato, formado por cinco éforos eleitos pelos cidadãos, que exigiam o juramento de obediência dos reis e podiam prendê-los e multá-los por comportamento inadequado, além de intervir nas prerrogativas reais quando havia discordâncias entre os reis sobre uma decisão.
Além de ocuparem o topo da hierarquia política de Esparta os diarcas eram muito respeitados e todos se mantinham de pé diante de sua presença, com exceção dos éforos; tinham as maiores e melhores terras, territórios na área dos periecos e recebiam butim de guerra maior que dos outros espartanos.
No período helenístico com a decadência de Esparta, houve no século III a.C. revoltas lideradas pelos reis que desestruturaram a organização social e acabaram com a dupla realeza.

## Reis da mitologia grega
Lista de reis, de Lélex a Tisâmeno, baseada em Pausânias
- Lélex (rei da Lacônia)
- Miles, filho de Lélex e rei da Lacônia
- Eurotas, filho de Miles e rei da Lacônia
- Lacedemão, genro de Eurotas e primeiro rei de Esparta
- Amiclas, filho de Lacedemão
- Égalo, filho de Amiclas
- Cinorta, filho de Amiclas
- Perieres, filho de Cinorta
- Ébalo, filho de Cinorta
- Hipocoonte, usurpador, filho de Ébalo
- Tíndaro, filho de Ébalo
- Menelau, genro de Tíndaro
- Orestes, genro e sobrinho de Menelau
- Tisâmeno, filho de Orestes

## Reis da dinastia ágida
Lista de reis, de Eurístenes a Cleômenes III, baseada em Pausânias
- Eurístenes? - c.930 a.C.
- Ágis I c.930 - c.900 a.C.
- Equéstrato c.900 - c.870 a.C.
- Leobates c.870 - c.840 a.C.
- Dorisso c.840 - c.820 a.C.
- Agesilau I c.820 - c.790 a.C.
- Arquelau c.790 - c.760 a.C.
- Teleclo c.760 - c.740 a.C.
- Alcâmenes c.740 - c.700 a.C.
- Polidoro de Esparta c.700 - c.665 a.C.
- Eurícrates c.665 - c.640 a.C.
- Anaxandro c.640 - c.615 a.C.
- Euricrátides c.615 - c.590 a.C.
- Leão de Esparta c.590 - 560 a.C.
- Anaxândrides II c.560 - c.520 a.C.
- Cleômenes I c.520 - c.491 a.C.
- Leônidas I c.491 - 480 a.C.
- Plistarco 480 - c.459 a.C.
- Plistóanex c.459 - 409 a.C.
- Pausânias 409 - 395 a.C.
- Agesípolis I 395 - 380 a.C.
- Cleômbroto I 380 - 371 a.C.
- Agesípolis II 371 - 370 a.C.
- Cleômenes II 370 - 309 a.C.
- Areu I 309 - 265 a.C.
- Acrótato 265 - 262 a.C.
- Areu II 262 - 254 a.C.
- Leônidas II 254 - 235 a.C.
  - Cleômbroto II (usurpador) 243 - 240 a.C.
- Cleômenes III 235 - 222 a.C.

## Reis da dinastia euripôntida
Lista de reis, de Procles a Eudâmias III (Euridâmidas), baseada em Pausânias
- Procles
- Soos? - c.890 a.C.
- Euriponte c.890 a.C. - c.860 a.C.
- Prítanis c.860 a.C. - c.830 a.C.
- Êunomo c.830 a.C. - c.800 a.C.
- Polidectes c.800 a.C. - c.780 a.C.
- Carilau c.780 a.C. - c.750 a.C.
- Nicandro de Esparta c.750 a.C. - c.720 a.C.
- Teopompo c.720 a.C. - c.675 a.C.

Neste ponto temos duas listas de reis, conforme seguimos Pausânias (geógrafo) ou Heródoto:
|   | Pausânias   | Heródoto       |
| * | Zeuxidamo   | Anaxândrides I |
| * | Anaxídamo   | Arquídamo I    |
| * | Arquídamo I | Anaxilau       |
| * | Agásicles   | Leotíquides I  |
| * |             | Hipocrátides   |
| - | ----------- | -------------- |

- Aríston de Esparta c.550 a.C. - c.515 a.C.
- Demarato c.515 a.C. - c.491 a.C..
- Leotíquides II c.491 a.C. - 469 a.C..
- Arquídamo II 469 a.C. - 427 a.C..
- Ágis II 427 a.C. - 401 a.C./400 a.C..
- Agesilau II 401 a.C./400 a.C. - 360 a.C..
- Arquídamo III 360 a.C. - 338 a.C..
- Ágis III 338 a.C. - 331 a.C..
- Eudâmidas I 331 a.C. - c.305 a.C..
- Arquídamo IV c.305 a.C. - c.275 a.C..
- Eudâmidas II c.275 a.C. - c.245 a.C..
- Ágis IV c.245 a.C. - 241 a.C..
- Eudâmidas III 241 a.C. - 228 a.C..
- Arquídamo V 228 a.C. - 227 a.C..
- Euclidas 227 a.C. - 221 a.C. (Euclidas era de fato um Ágida - seu irmão Cleômenes III depois de depor o rei euripôntida instalou o irmão como rei a seu lado).

## Após Selásia
Depois da derrota de Cleômenes III na Batalha de Selásia por Antígono III da Macedônia e da Liga Aqueia, Esparta se desestruturou socialmente e se tornou uma república de 221 a 219 a.C..
- Agesípolis III (Ágida) 219 - 215 a.C. - Último rei Ágida de Esparta.
- Licurgo (tirano de Esparta) (euripôntida) 219 - 210 a.C..
- Macânidas (tirano) 210 - 207 a.C..
- Pélops (euripôntida) 210 - 206 a.C. - Último rei euripôntida de Esparta.
- Nábis (usurpador) 206 - 192 a.C..

A Liga Aqueia anexou Esparta em 192 a.C. depois da Guerra contra Nábis.